# 廣東第二師範學院
廣東第二師範學院（Guangdong University of Education，缩写：GDUE），正式简称廣東二師，其他簡稱還有廣二師、二師或廣教，是一所位於中華人民共和國廣東省廣州市全日制普通本科大學，於花都區及海珠區設有兩個校區。學校前身是於1955年成立的廣東教育學院，經過數次改制、易名和遷校，並於2010年成功升格，由成人本科院校轉型成為普通本科院校，並正式更名廣東第二師範學院。
截止2021年9月，學校設有教育學院、文學院、政法系、外国语言文化学院、數學學院、物理与信息工程學院、化學學院、生物與食品工程學院、計算機學院、體育學院、美術學院、音樂系19个教学院系和基础教育研究中心等14个研究机构，開設44個本科專業，分佈在教育學、文學、理學、工學、法學、管理學、歷史學、經濟學和藝術學等9個學科門類。根據中國校友會網最新發佈《2014中國大學評價研究報告》，廣東第二師範學院排名位居全國本科院校617名。

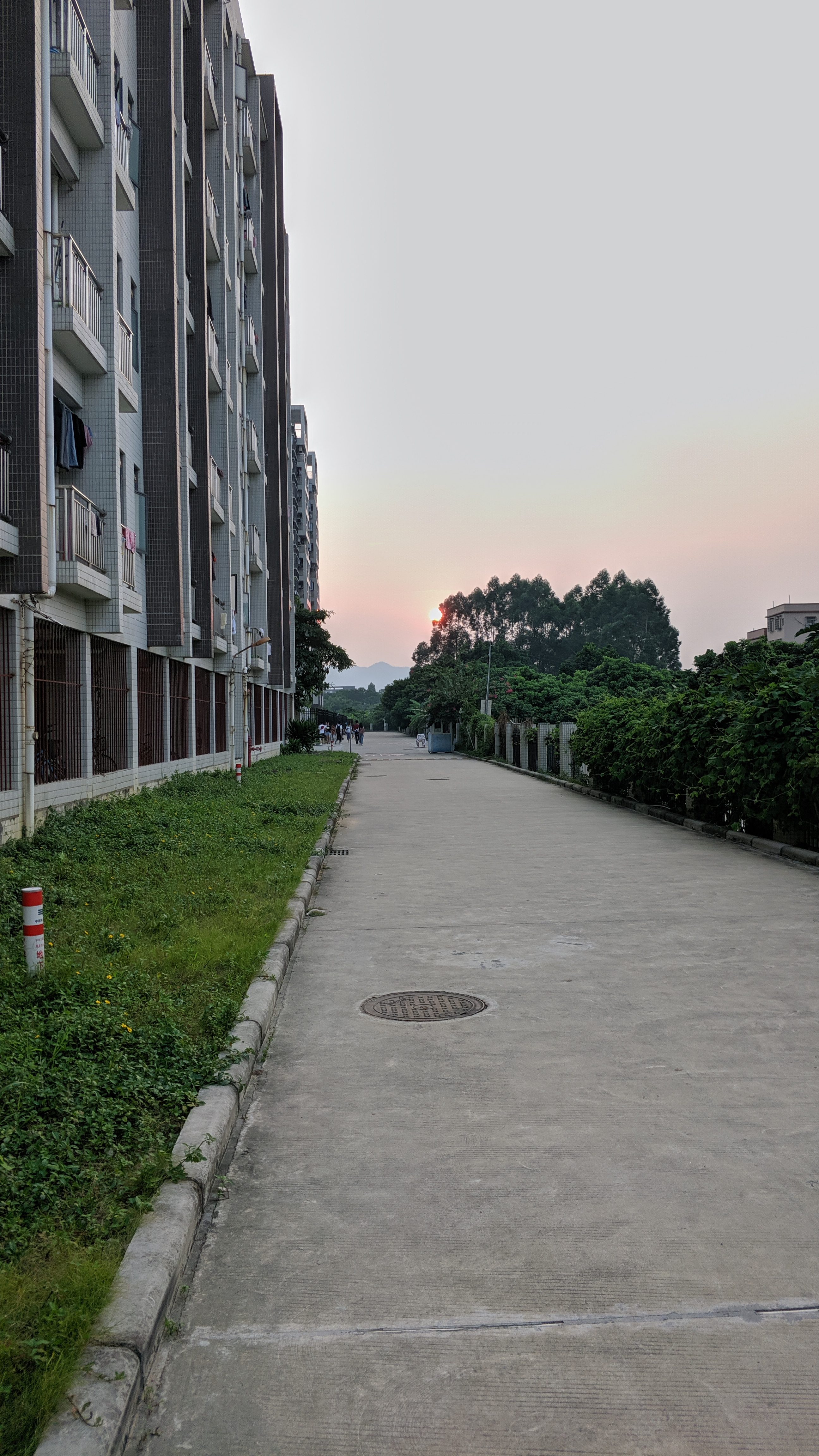
广二师花都校区一景

## 校史

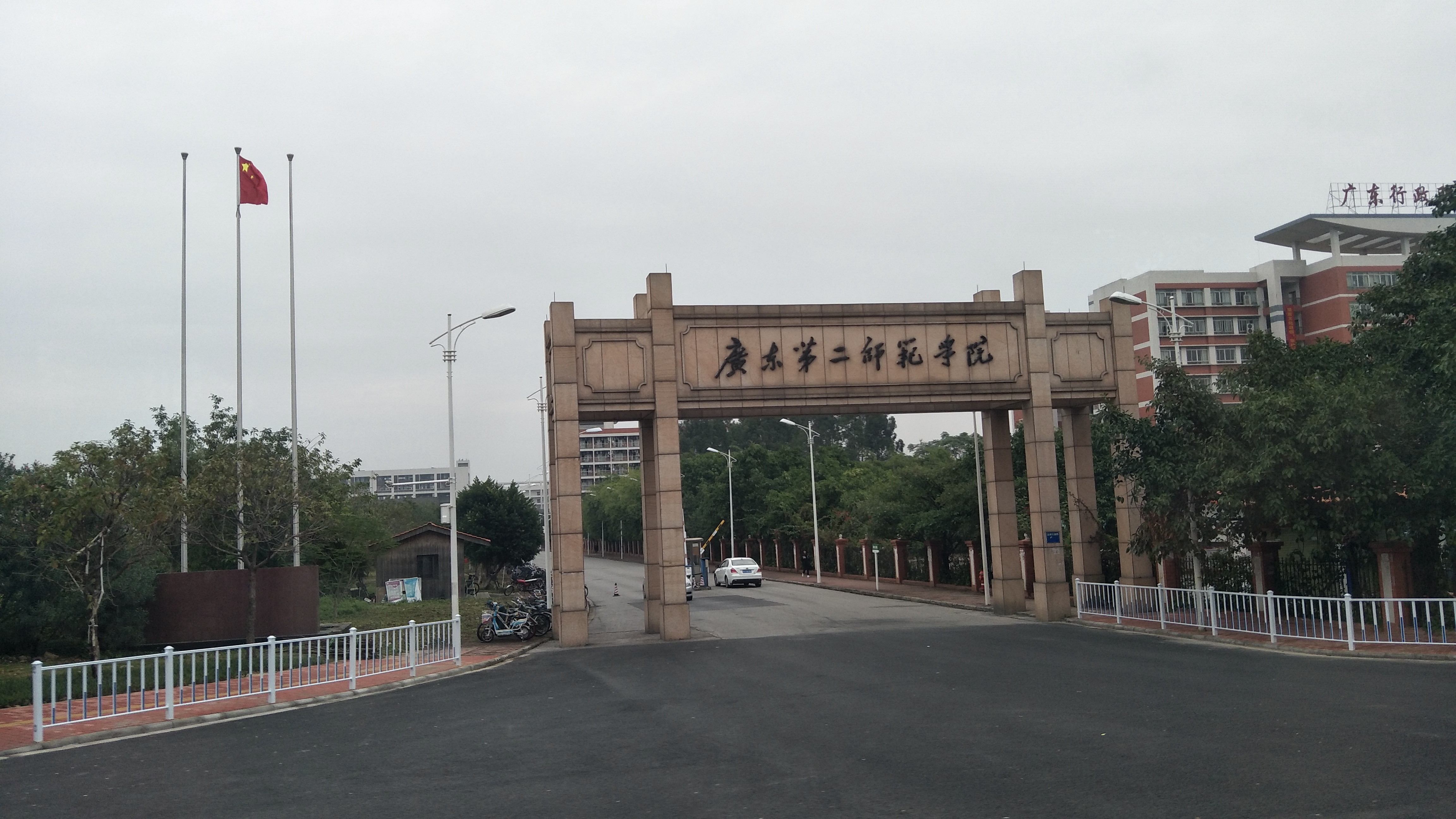
广东二师花都校区大门

### 籌建與成立
1954年，廣東省教育廳開始籌組廣東第二師範學院的前身，廣東教育行政學院。此前中國大陸僅有教育部於北京設立的教育行政學院，省級的教育學院還寥寥無幾。
1955年7月，廣東教育行政學院於廣州市成立，校址設於石牌村的岗顶，即現在中山大學附屬第三醫院的所在地，成為廣東省內第六所高等院校，以培養中小學校長及教育行政人員見長。首屆院長為時任廣東省教育廳廳長梁威林兼任。
1955年8月，學院的首期學員陸續到達，共計251人，分為5個班。早期的課程分為政治課和業務課兩個部分，教學方式以聽課、報告會、自學、討論、彙報、參觀為主。
1957年4月，中共中央發出《關於整風運動的指示》，並開始了一場標榜反對官僚主義、主觀主義和宗派主義的全國性的整風運動。在是場運動中，鄒鴻操教授和三名校長班的學員被錯誤劃分為右派。
1958年8月起，學校的日常教學受到各種政治運動的嚴重干擾，課程也日益趨向政治運動化。
1959年，成立了馬列主義教研室，在校達到上千人，校舍於8月進行了增建，以應對日益擴大的學校規模。
1960年，混亂的狀況得到糾正，學院開始正常的教學秩序。在是年的全省教育工作會議確定了廣東行政教育學院改制的事宜。年底，廣東工農師範學院併入，並更名為廣東教育學院，定位為培訓教育行政幹部和中學各科骨幹教師的業務進修的成人教育學院。
隨著學院的規模不斷擴大，原來的校舍已經不敷使用。1962年，學院遷往珠江南岸的客村，東起赤崗塔，西至鷺江下渡一帶，南臨新港路，北臨珠江，面積近500畝。
1963年至1965年，全國性的“四清”運動，特別是反修鬥爭需要大量思想政治的幹部，1965年8月，廣東省宣傳部下令9月後的教學任務“除擔負訓練中學領導幹部外，還增加培訓文教衛生等系統的政治衛生幹部”。實際上，這使得正常的教學再一次受到嚴重衝擊。

### 文化大革命時期
文化大革命開始後的1966年5至6月間，“停課鬧革命”蔓延至廣東教育學院，大部分學員返回原來單位鬧革命，學院被冠以“修正主义教育陣地”的罪名，院長汪濤亦受到批鬥。
1968年12月，全體教職員被下放至英德的五七幹校參加勞動。
1970年3月16日，廣東省革委会下令廣東教育學院從廣州遷出，到肇慶地區新興縣辦學，改制為中專。廣州客村的校舍移交給廣州手錶廠。由於搬遷倉促，圖書、資料、儀器損毀嚴重。
1971年5月25日，肇慶地委發文，在原來的廣東教育學院基礎上，創辦「肇慶師範學校」。在簡陋的條件下，1971年肇慶師範學校第一期招生200人。此後兩年內，又開辦了各式各樣的中學師資培訓班及幹部培訓班。
1975年6月19日，廣東省委同意肇慶師範學院改為肇慶地區“五·七”師範學院，由地方管理。
1977年8月7日，廣東省革委會同意學院改辦肇庆师范专科学校，“由省和肇慶雙重領導”，學制由兩年改為三年，並設立數學、外語等新專業。經過是次調整，學校的辦學條件得到改善，擁有168名教職工，圖書13萬冊及價值10萬元的設備。

### 復辦廣東教育學院
從1974年起，學院的教職工爭取復辦廣東教育學院的努力一直沒有停止。終於在1978年9月，當時的廣東省革命委員會作出《關於復辦廣東教育學院的批復》，同意了復辦的請求。
1977年底，復辦廣東教育學院的“籌辦辦公室”設在廣州市文明路的广东省立中山图书馆內。
1980年3月，教育部正式同意復辦廣東教育學院。

### 重建校舍
從1970年起，廣東教育學院位於客村的校舍就被廣州手錶廠佔用。1978年後，教職工分別向時任廣東省委副書記習仲勳、省委書記任仲夷和楊尚昆等反映情況。直至1981年9月廣東省革命委員會、廣東省計畫委員會要求廣州手錶廠佔用之校舍於1983年底全部歸還。此後，校舍逐步移交廣東教育學院。
1982年，圖書館、物理樓、5號學生宿舍投入使用。
1985年，專家樓、教學大樓交付使用。
1986年行政樓竣工並交付使用。
1987年，進修生樓、運動場、生物實驗室、化學樓及1、2號學生宿舍投入使用。
1992年10月，香港實業家田家炳捐資建立的田家炳大樓落成。

### 招收普高本科生
1990年開始，廣東教育學院在中國大陸招收四年制本科生。但此時學院並沒有本科學士學位授予權。
1993年增設美術、體育和歷史的本科招生。
1995年4月，廣東省中小學校長培訓指導中心設立在廣東教育學院的田家炳大樓內。此後十年，廣東教育學院共培訓了5000多名校長及教育行政幹部，被稱為“廣東中小學校長的搖籃”。

### 學院改制
2002年，由於許多高校開設成人教育，導致供過於求，學院的生存空間受到擠壓。是時，高校合併及地方院校升格比比皆是。因此，廣東教育學院的改制被提上日程。12月22日，正式向省高教廳申請改制。
2003年，廣東省計畫委員會同意財政貼息貸款和學校自籌資金，征地1000畝作為新校區。當年，學院對申報材料進行了修改。校名：廣東文理學院；規模：本科生7000人；校址：主校區設在廣州市白雲區。6月3日，廣東省高等教育設置評議委員會以2/3多數票通過，同意了改制為普通本科院校的申請。年底，已經確定了白雲區竹料鎮的1000畝土地作為主校區所在地，惟因政府道路規劃而未能成事。
2004年9月28日，“廣東文理學院（籌）”成立。
2005年，廣東教育學院經歷最困難時期。是年，由於種種原因，暫停招收本科學生。學校征地一時陷入瓶頸，教職工人心惶惶，甚至產生另謀出路的想法。在聯繫了南海科技園、南沙区幾處地段未果後，幾經輾轉，最終選定花都區新華鎮作為主校區選址。校區規模縮減為300畝。7月14日，廣東省高等教育設置評議委員會再次投票，仍以大比數通過了修改後的改制申請。此時，校名已不再是“廣東文理學院”，而是“廣東第二師範學院”。
2009年8月21日，花都建設用地得到政府批准。
2010年2月3日到23日，中華人民共和國教育部對新設置的高等院校進行公示。“廣東教育學院”在原有基礎上改制為“廣東第二師範學院”。是年9月，重新招收本科學生。
2014年，學院獲得學士學位授予權。

## 校園

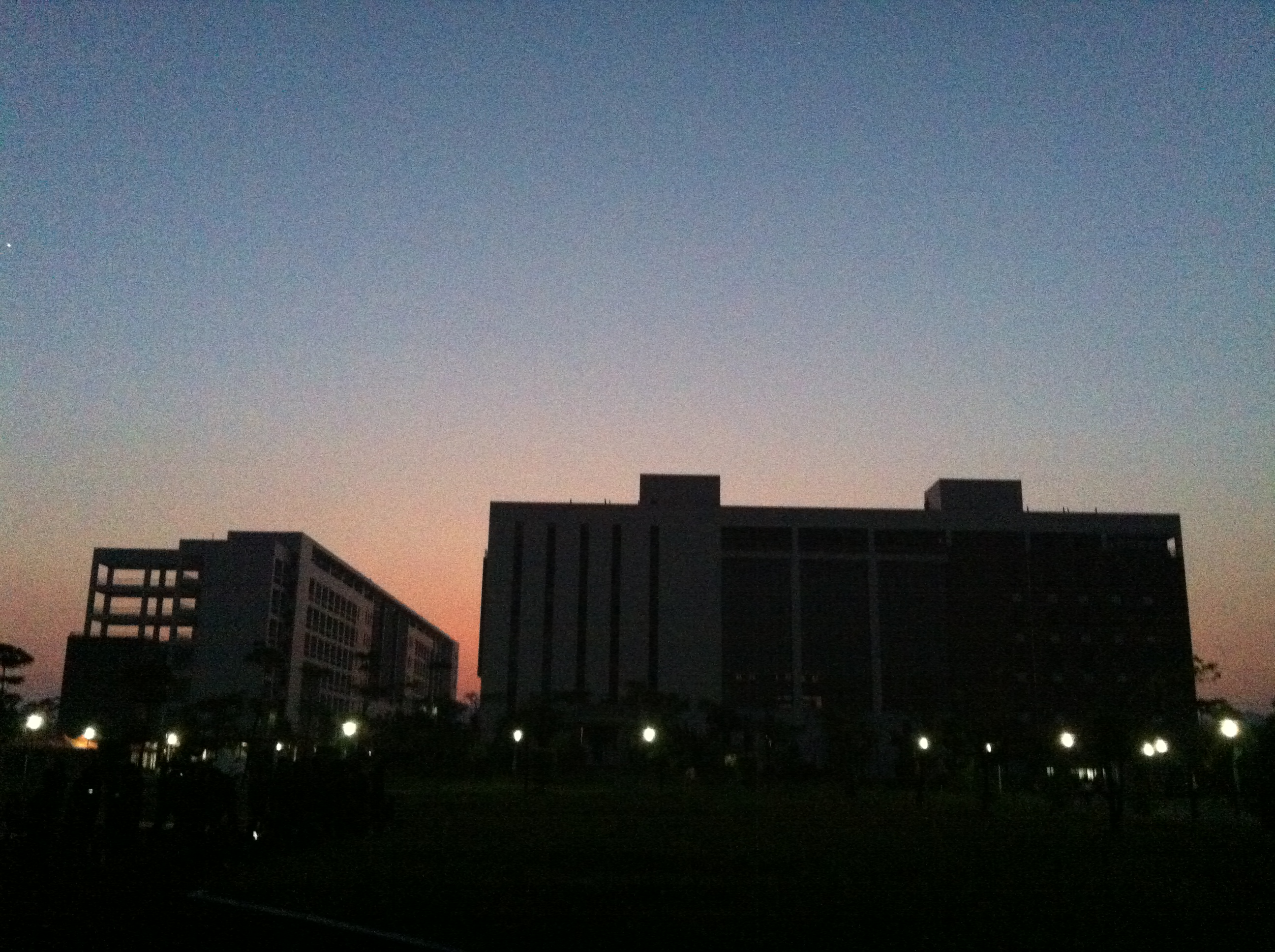
夜景

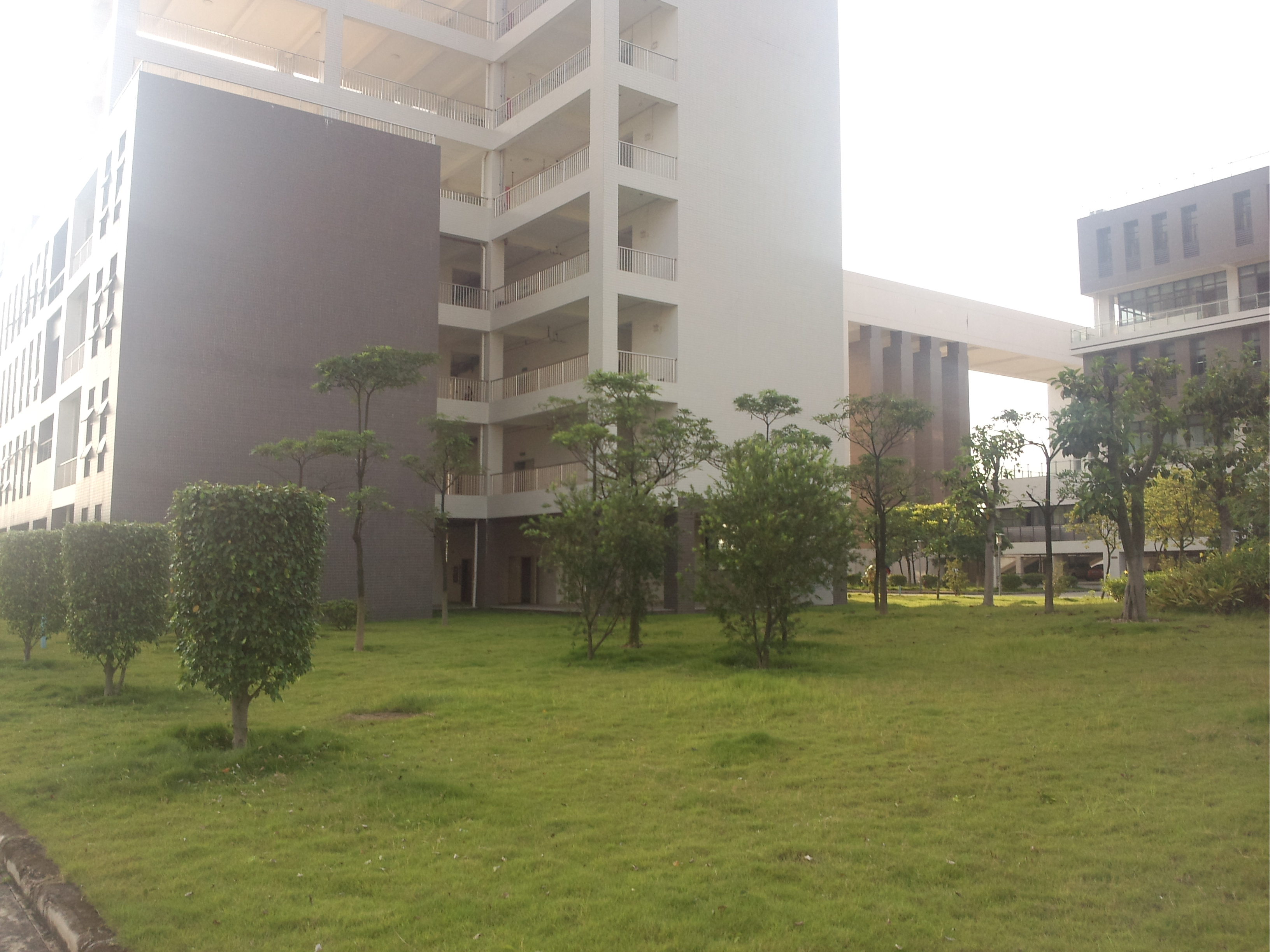
教学楼

海珠校區位於海珠區，廣州大道南以東，新港中路以北，毗鄰廣州塔及廣州地鐵客村站，面積約為200畝。花都校區位於新華街道，迎賓大道西30號，占地約300畝。

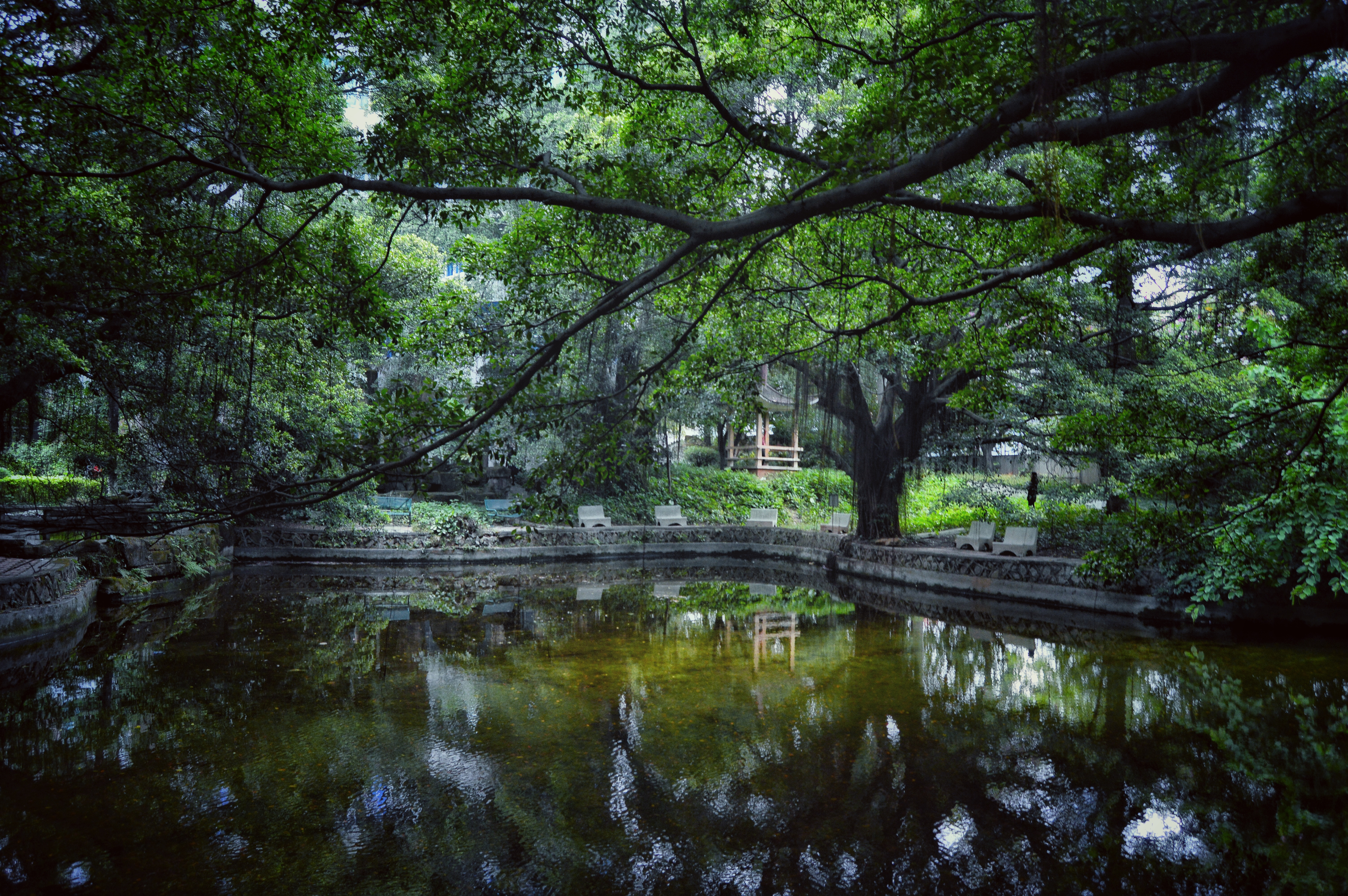
广二师海珠校区校内园林,学生常在此休息与学习

從2010年後，學校已經逐步將校本部遷移至花都校區。由教學樓，實驗樓，藝術樓（報告廳）、食堂、運動場、籃球場、圖書館、學生宿舍（1-4座），教職工公寓（興建中）、體育館（未建）等組成。

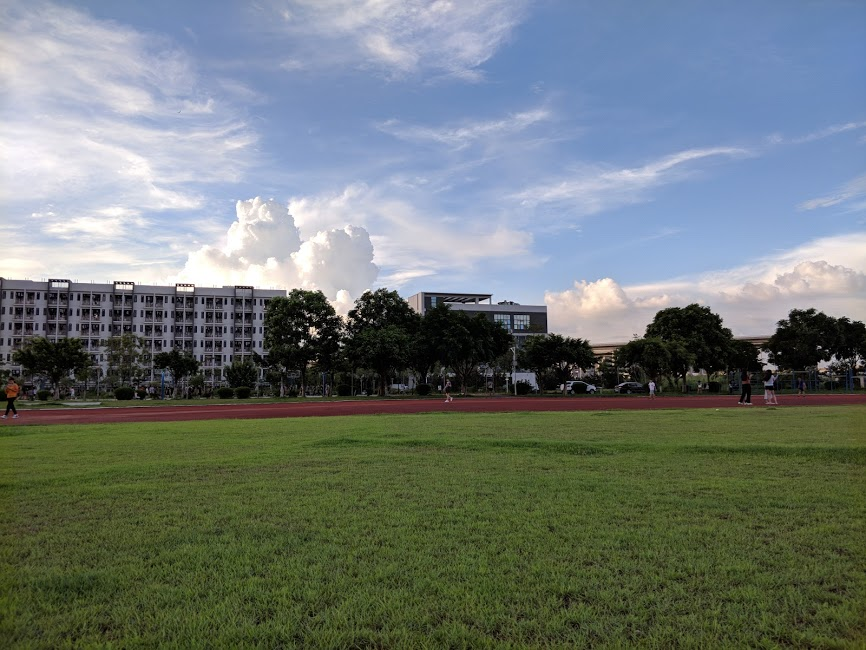
广东第二师范学院(花都校区)操场西北角一景

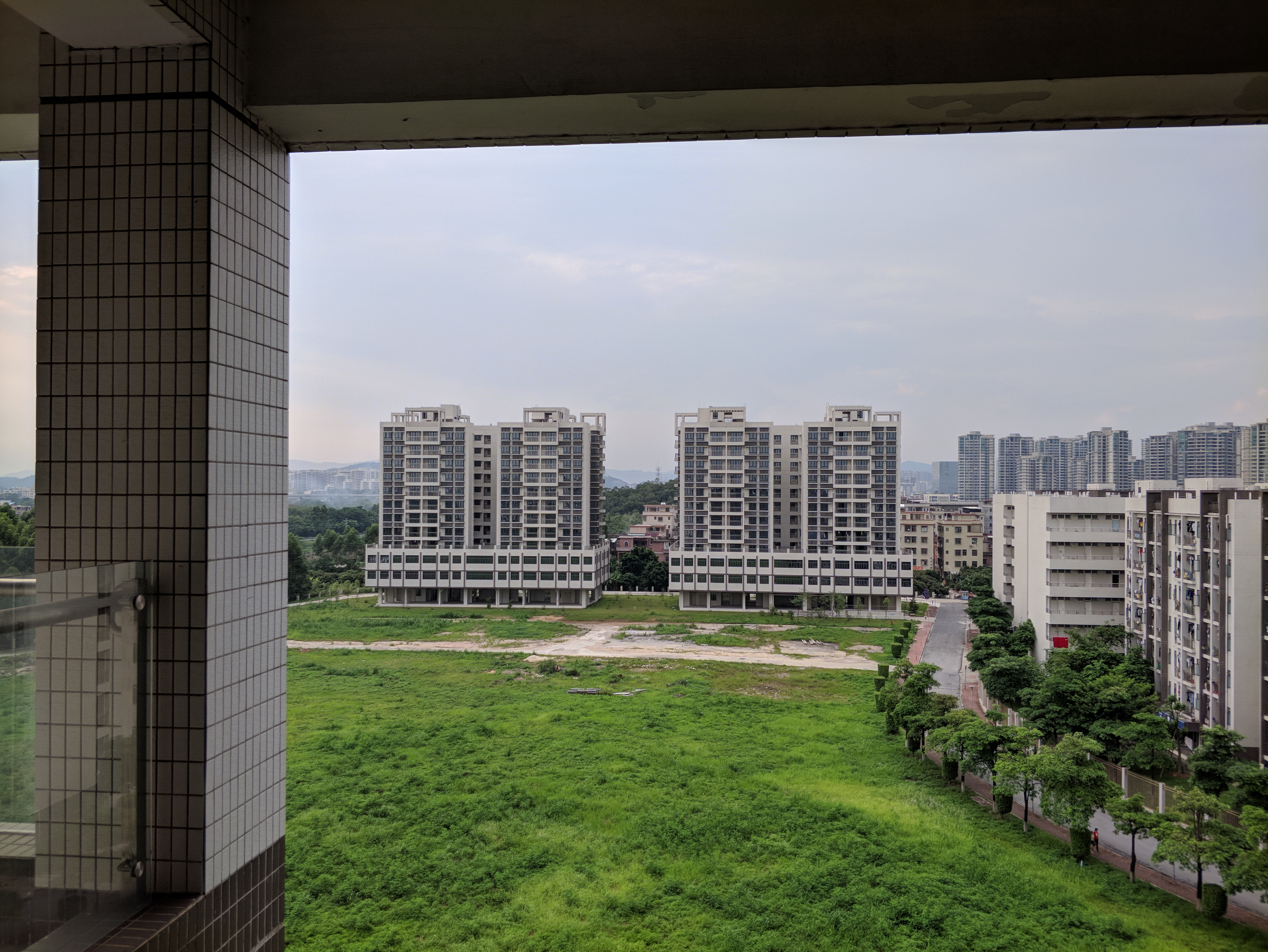
学生公寓及校道一景

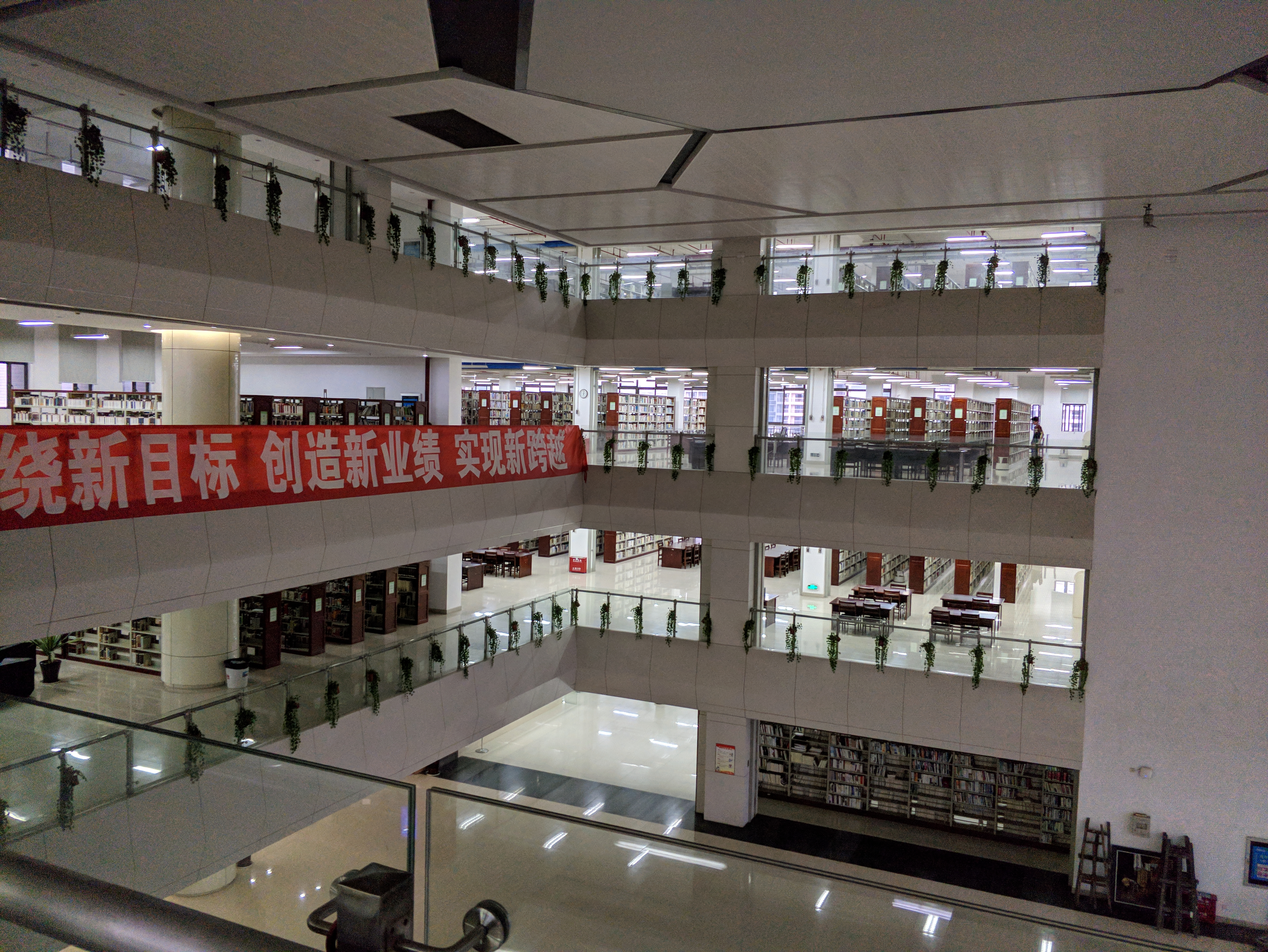
广二师花都校区图书馆内部

海珠校區為舊校區即原廣東教育學院所在地。主要包括辦公樓、田徑場、田家炳體育中心、綜合樓、教職工公寓、物理樓、美術樓、培訓樓賓館、露天游泳場、學生宿舍、餐廳等教學建築單位以及金成商務中心、金成潮州酒家、時代天嬌樓盤等外圍建築組成。

## 行政架構
廣東第二師範學院目前的校長為廖伟群教授，黨委書記是王左丹。機構設置分為管理部門、教學部門、研究部門、教輔部門、咨議機構、群團組織、附屬機構和掛靠機構。

### 教學研究部門
- 广东学前教育学院
- 计算机学院
- 教师教育学院
- 政法系
- 教育学院
- 教师教学发展中心
- 美术学院
- 教育科学研究所
- 文学院
- 德育研究中心
- 音乐系
- 邓小平理论与教育研究中心
- 数学学院
- 心理研究与指导中心
- 教师研修学院
- 应用数学研究所
- 外国语言文化学院
- 中华民族凝聚力研究中心
- 成人教育学院
- 民办教育研究中心
- 物理与信息工程学院
- 海外华文文学研究所
- 网络教育学院
- 教师信息技术研究中心
- 化学与材料科学学院
- 应用生态学实验室
- 马克思主义学院
- 基础教育研究中心
- 生物与食品工程学院
- 学校管理研究中心
- 管理学院
- 科学教育研究所
- 体育学院

### 管理部門
- 黨政辦公室
- 黨委組織統戰部
- 黨委宣傳部
- 紀監審辦公室
- 教務處
- 科研處
- 培訓處
- 招生就業處
- 學生工作處
- 財務處
- 人力資源處
- 後勤保障處
- 花都校區管委會
- 基建處

### 媒體機構
- 廣播台
- 新聞社
- 新媒体中心

### 群團組織
- 工會
- 團委
- 關工委
- 學生會
- 學生社團聯合會

## 附属学校
| 学校名称                         | 学校类型           | 学校地址                                  | 联系电话                                          | 学校官网               |
| -------------------------------- | ------------------ | ----------------------------------------- | ------------------------------------------------- | ---------------------- |
| 广东第二师范学院番禺附属小学     | 公办小学           | 广东省广州市番禺区新造镇永兴路3号         | 020-84726409                                      |                        |
| 广东第二师范学院番禺附属中学     | 公办高级中学       | 广东省广州市番禺区螺山路2号               | 020-34518117（学校办公室） 020-34814933（教导处） |                        |
| 广东第二师范学院番禺附属初级中学 | 公办初级中学       | 广东省广州市番禺区新造镇谷围新村穗石路1号 | 020-34721802                                      |                        |
| 广东第二师范学院广州南站附属学校 | 公办初级中学       | 广东省广州市番禺区石壁街钟韦大道144号     | 020-34569766                                      |                        |
| 广东第二师范学院高明附属学校     | 公办九年一贯制学校 | 广东省佛山市高明区荷城街道富湾文德路      | 0757-88816282                                     | （页面存档备份，存于） |

## 文化传统

### 校训
进德修业，为人师表。进德修业，出自易经：九三曰：“君子终日乾乾，夕惕若，厉，无咎。”何谓也？子曰：“君子进德修业。忠信，所以进德也；修辞立其诚，所以居业也。”所谓“进德修业”，通过读书修身养性，澡雪精神，使道德达到至美至善之境。为人师表，出自《北齐书·王昕书》：“杨愔重其德业，以为人之师表。”指在人品学问方面作别人学习的榜样。

### 校徽
广东第二师范学院的校徽由学校的中英文，建校时间，五个弯曲的波线，背景颜色为绿色组成。
校徽的中英文代表学校的中英文名字，数字1955代表学校的建校时间，五个弯曲的波线代表学校面向世界的教学方式，背景颜色为绿色突出表现学校的人文气息。

## 外部連結
- 廣東第二師範學院官方網站 （页面存档备份，存于）
- 廣東第二師範學院的新浪微博
- 广东第二师范学院的哔哩哔哩个人空间